# Badrináth
Badrináth (hindi: बद्रीनाथ) település Észak-Indiában, Uttarakhand államban. Állandó lakossága 2001-ben ezer fő alatt volt.
A Himalája bércei között, 3100–3300 méter magasan fekvő település a nevét a Badrináth-templomról kapta. Ez a templom Visnunak szentelt szent hely. A "négy égtáj" négy hindu zarándokhelyének egyike. A 2012-es szezonban becslés alapján 1 millió zarándok és turista látogatott ide. A település a téli erős havazások miatt csak április végétől november elejéig megközelíthető.
Sankara középkori szent óta jelentős zarándokhely. Sankara négy vallási régióra osztotta fel az országot, mindegyikében 1-1 kolostort hozva létre. Ma a Csar Dhám négy fő zarándokhelye, amely széles körben tisztelt a hinduk között: Badrináth, Dwarka, Puri és Rámesvaram.
A himalájai (Csota) Csar Dhám négy szent városa: Jamunotri, Gangotri, Kedarnáth és Badrináth.

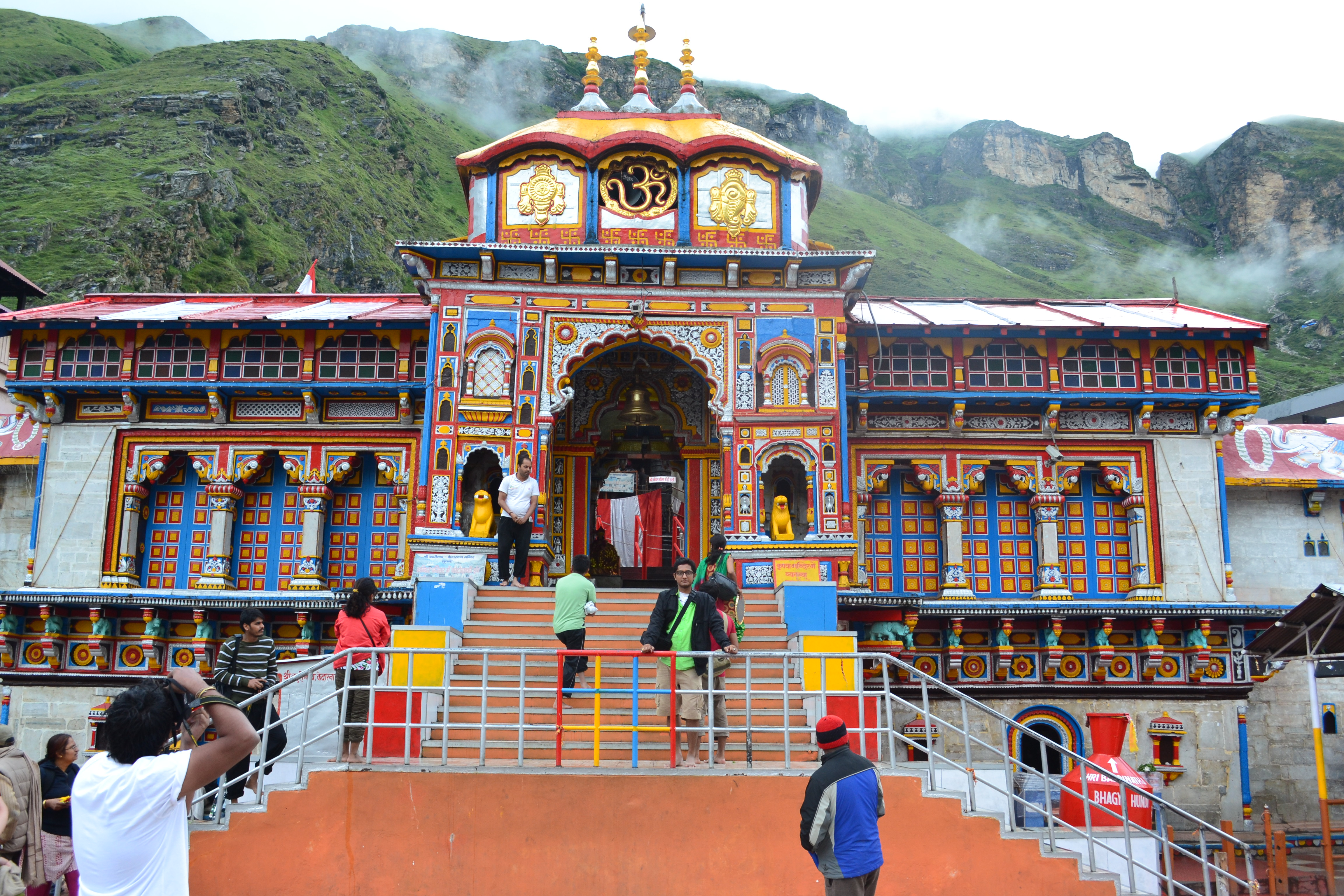
A Badrinath-templom

## Fordítás
- Ez a szócikk részben vagy egészben  a   Badrinath című angol Wikipédia-szócikk fordításán alapul.  Az eredeti cikk szerkesztőit annak laptörténete sorolja fel. Ez a jelzés csupán a megfogalmazás eredetét és a szerzői jogokat jelzi, nem szolgál a cikkben szereplő információk forrásmegjelöléseként.